# Герб на Копривщица
Гербът на Копривщица е един от основните символи на града и общината. Утвърден е в 1938 година. Негов автор е Борис Пулеков, автор и на Туристико-исторически водач за град Копривщица. Женският бюст символизира легендарната Авратка девойка, на която тогавашното село носи своето турско название – Авраталан (женска поляна), (на турски: Avrat Alan). Лъвът е традиционният символ на българската държава и Априлското въстание от 1876 г., обявено на 20 април 1876 г. (стар стил) в града.